# HD 114783 b
HD 114783 b é um planeta extrassolar cuja massa mínima é quase equivalente à de Júpiter. No entanto, dado que sua massa verdadeira permanece desconhecida, pode ser que este planeta seja muito mais massivo, o que não é muito provável. Sua órbita é 20% mais afastada de sua estrela do que a Terra em relação ao Sol. A órbita de HD 114783 b é bastante circular.